# Farsàlia
Farsàlia (en grec modern: Φάρσαλα; grec antic: Φάρσαλος, llatí: Pharsālus; en turc Çatalca) és una població de Grècia situada a la Unitat perifèrica de Làrissa, a la riba esquerra de l'Enipeu. Té els seus orígens a l'edat antiga: llavors era una de les ciutats més importants de Tessàlia, del districte de la Tessaliòtida, al límit amb la Ftiòtida.
La ciutat surt a la història per primera vegada durant les Guerres mèdiques, però sens dubte era molt anterior, car no hi ha cap altra ciutat a Tessàlia amb la seva immillorable situació estratègica i riquesa de recursos. Per tant, s'ha suposat que es pot correspondre amb la mítica Ftia, que en un període remot va ser la capital de la Ftiòtida.
Entre les ruïnes de Farsàlia hi ha elements d'un període molt antic. A un costat de la porta nord de l'acròpoli hi ha les restes d'unes muralles ciclòpies, i al mig de l'acròpoli queda una construcció subterrània edificada de la mateixa manera que el Tresor d'Atreu a Micenes. La muralla tenia uns 6 km de circuit en forma triangular. La seva situació dalt d'un turó defensat per tres costats per precipicis, i abundants fonts subterrànies que desaiguaven en una plana molt fèrtil, es va convertir en una de les ciutats més importants de Tessàlia i de les més grans de Grècia. Segons Estrabó, hi havia una ciutat més antiga que es deia Paleopharsalos, i la gent vivia a la part més baixa. Escílax de Carianda la menciona entre les ciutats de Tessàlia.
L'any 455 aC l'estrateg atenenc Mirònides la va assetjar després de la seva victòria a Beòcia, però sense èxit, segons Tucídides. Al començament de la guerra del Peloponès va ser aliada d'Atenes i va enviar ajuda militar. Medi, tirà de Larisa, la va conquerir el 395 aC amb ajuda dels beocis, segons Diodor de Sicília. Sota el tirà Polidamant va resistir a Jàson de Feres, tagos (cap militar) de Tessàlia des del 374 aC, però després s'hi va aliar, segons Xenofont.
Després del període macedònic (meitat del segle IV i segle III) es va declarar a favor d'Antíoc III el Gran, que la va dominar el 191 aC, però després de la seva retirada va caure en mans del cònsol Mani Acili Glabrió, el mateix any 191 aC.
Possessió romana des d'aquell any, va ser una ciutat lliure encara en temps de Plini el Vell. La fita més important de la seva història va ser la batalla que van lliurar allí Juli Cèsar i Gneu Pompeu l'any 48 aC en la que Cèsar va obtenir la victòria decisiva, coneguda com a batalla de Farsàlia. Pocs dies abans de la batalla, Cèsar s'havia situat en una plana a l'oest de Farsàlia i ocupat una petita ciutat. Mentrestant Pompeu havia arribat a Larisa Cremaste i va avançar cap al sud, cap a Farsàlia, va travessar el riu Enipeu i va acampar vora unes muntanyes prop de la ciutat. La darrera posició de Cèsar abans de la batalla era a la plana entre Farsàlia i l'Enipeu, a uns 3 km de la ciutat, a una distància de 30 estadis o 4 milles romanes del camp contrari, segons Apià. Cèsar va obtenir la victòria amb la pèrdua de molt pocs homes, i ocasionant una gran desfeta de l'exèrcit enemic.
Encara existia al segle VI quan en parla el geògraf Hièrocles. Sota els turcs, que la van ocupar el 1397 en temps de Baiazet I, es va dir Çatalca i va arribar a tenir cinc mil habitants i sis mesquites amb una madrassa, i era el centre d'una comarca amb 91 poblets.